# Pegmatit

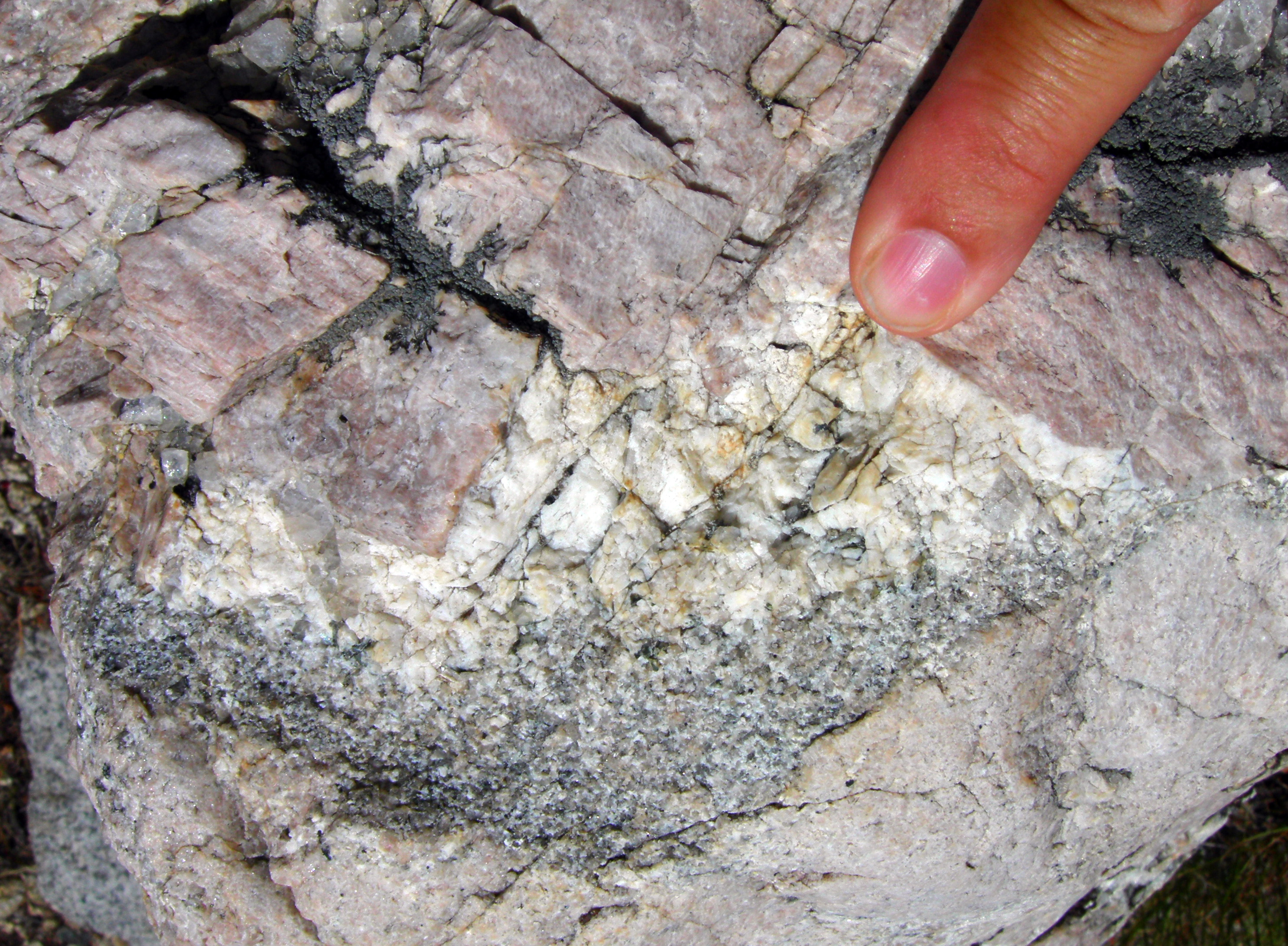
Pegmatit

A pegmatit a magmás kőzetek rendszerének kőzetszövet szerinti csoportja. Holokristályos (teljesen kristályos) kőzetszövetű szubvulkáni (kismélységi magmás) kőzeteket nevezünk pegmatitnak, amik illóanyagokban dús magmából szilárdultak meg. A pegmatitok mindig egyöntetűen nagy méretű kristályokat tartalmaznak, a szemcseméret meghaladja a 2,5 cm-t, de akár több méteres kristályok is kialakulhatnak.
Minden típusú magmából keletkezhet, ha az intrúzióként megreked a talajszint és 5 km-es mélység között. A kőzetösszetevők alapján a nagymélységi magmás (plutonikus vagy abisszikus) kőzetek neveivel különítjük el, a gránitpegmatittól az ijolitpegmatitig.
A pegmatit név a görög pégmatosz (πήγμᾰτος = összeragasztott, összeerősített) szóból származik.
|                      | Túltelített (>65%)                | Telített (65-48%)                           | Telítetlen (54%>)                                                              |
| -------------------- | --------------------------------- | ------------------------------------------- | ------------------------------------------------------------------------------ |
| nagymélységi         | gránit→granodiorit                | szienit→diorit→gabbró                       | peridotit, wehrlit, piroxenit→nefelin, szienit, essexit→ijolit                 |
| porfiros kismélységi | gránitporfir→granodiorit porfirit | szienitporfir→dioritporfirit→gabbróporfirit | érctelérek→nefelin-szienitporfir→ijolitporfir                                  |
| szemcsés kismélységi | pegmatitok, aplitok, lamprofirek  | pegmatitok, aplitok, lamprofirek            | pegmatitok, aplitok, lamprofirek                                               |
| paleovulkanitok      | kvarcporfir→kvarcporfirit         | porfir→porfirit→diabáz                      | pikrit→fonolit, nefelinbazalt, leucitbazalt, trachitbazalt→nefelinit, leucitit |
| neovulkanitok        | riolit→dácit                      | trachit→andezit→földpátbazalt               | nefelinbazalt, leucitbazalt, trachitbazalt→nefelinit, leucitit                 |

A pegmatit másik jelentése a pegmatitos vulkanitok keletkezési körülményeihez kapcsolódik: az ásványi főkristályosodás fázisainak elsőjét, a körülbelül 700 és 550 °C közötti tartományban megjelenő ásványokat nevezzük pegmatitos fázisnak, illetve pegmatitos kristályoknak. A pegmatitos kristályosodási szakasz a gránitmagma kristályosodásának végső fázisa, jellemző ásványai a kvarc, a földpátfélék és a csillámok. Megjelenhetnek érces pegmatitásványok (például a Föld legnagyobb uránkészlete, Namíbiában, lepidotit, greizen, magnetit, kalkopirit, szfalerit, pirit), szkarnásványok, mint a gránát, piroxénés és amfibolok, valamint drágakő-pegmatitok, mint a berill, rubin, smaragd, topáz, turmalin, zafír. Egy zimbabwei bányában a berillkristályok elérhetik a három méteres nagyságot is.
700 °C felett az ércásványok különülnek el (ortomagmás vagy intromagmás szakasz), de nem kristályosodási, hanem ülepedési folyamatban, illetve alacsonyabb hőmérsékleten a szulfidos ércásványok. 550 °C alatt pedig a főkristályosodás pneumatolitos fázisa következik.